# 1976 en Lorraine
Chronologie de la Lorraine
- 1972
- 1973
- 1974
- 1975
- 1976
- 1977
- 1978
- 1979
- 1980

Cette page est une liste d'événements qui se sont produits durant l'année 1976 et qui concernant la Lorraine.

## Éléments de contexte
- Mise en service de l'autoroute A4, Paris-Metz-Strasbourg[1].
- Avec la fermeture des usines textiles de la société Bechmann à Plainfaing et Val-et-Châtillon, c'est le déclin du textile qui s'amorce dans les Vosges[1].

## Événements

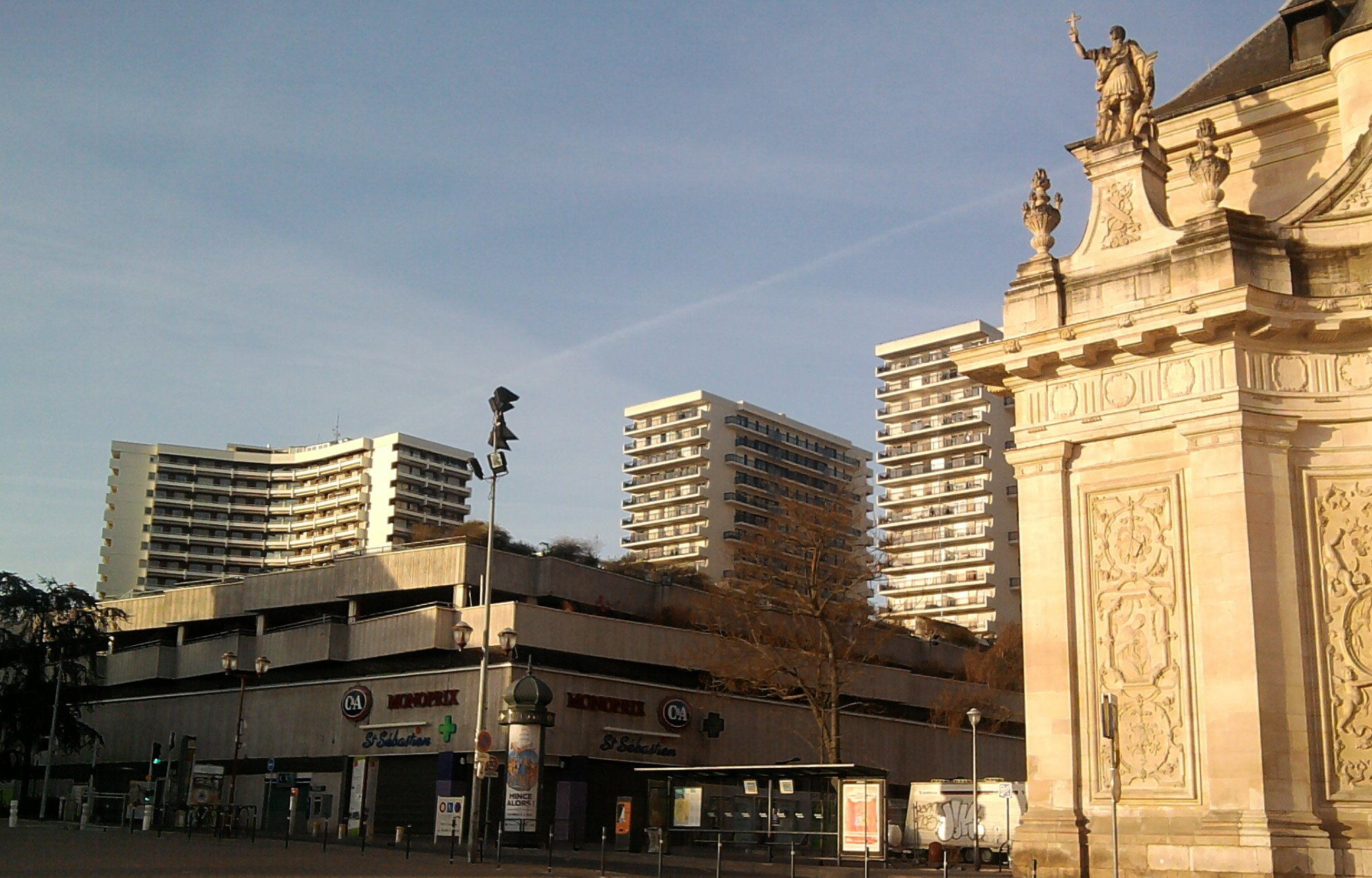
Centre commercial Saint Sebastien à Nancy.

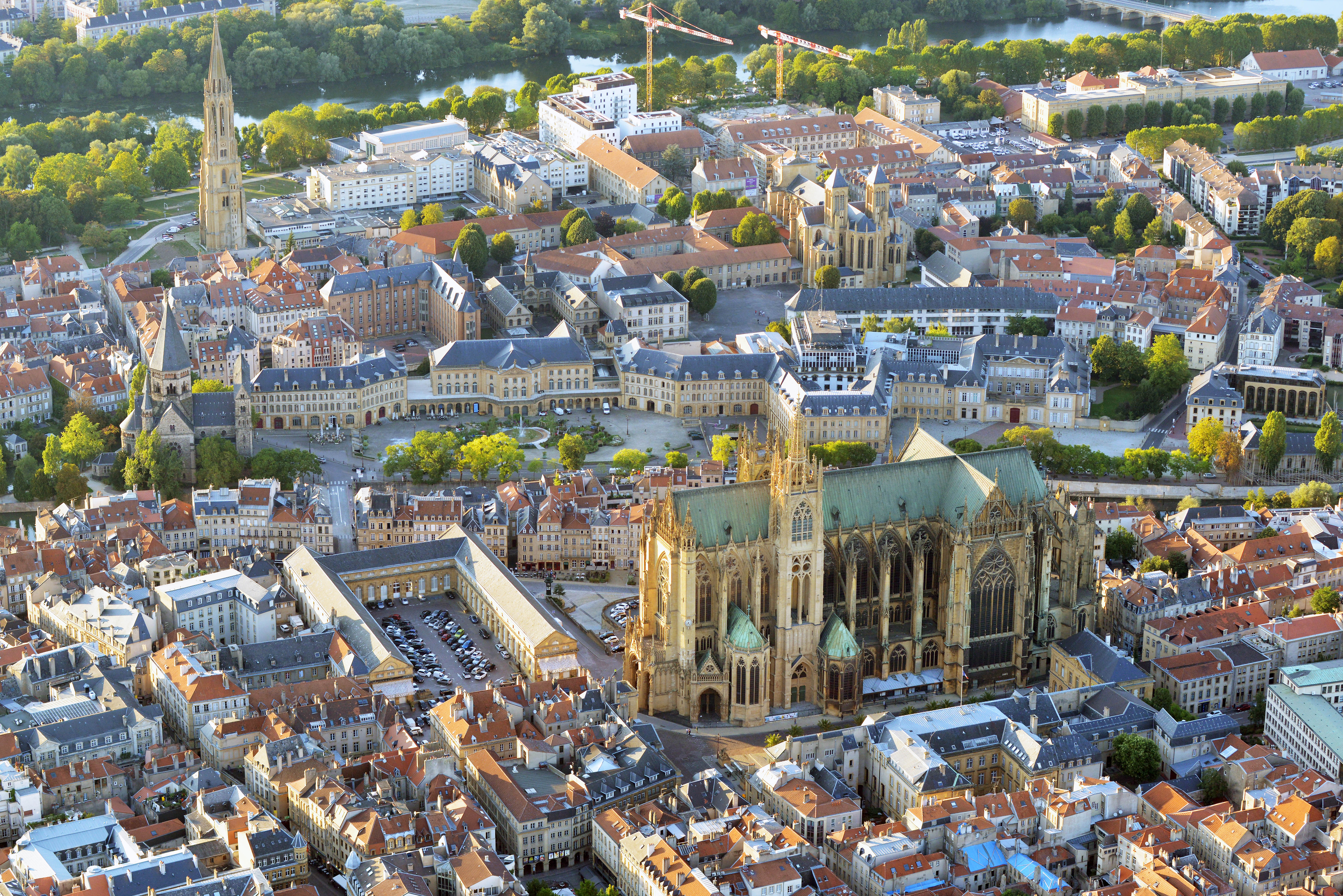
Vue sur le centre-ville de Metz.

Logo de l'ASNL

- Création du Festival du film italien de Villerupt[2].
- Création de l'  Association des amis du musée de la faculté de médecine de Nancy (AAMFMN)[3].
- Guy Fréquelin et Jacques Delaval remportent le Rallye de Lorraine sur une Porsche 911[4].
- Joe Dassin chante Le café des trois colombes qui évoque Nancy et la Lorraine[5].
- Le président Valéry Giscard d'Estaing visite Metz, Nancy et Verdun[1].
- L'eau minérale de Contrexéville devient Contrex[6],[7].

- Mars : ouverture au public du centre commercial Saint Sébastien. Il a été construit sur l'emplacement de nombreux immeubles insalubres, entre 1975 et 1976[8]. Le centre commercial est composé de 105 boutiques[9]. Il est implanté à Nancy dans le quartier Charles III.
- 26 mars : Henri Ferretti, suppléant de Maurice Schnebelen depuis 1974, lui succède à la suite de son décès. Il devient député UDF, de la circonscription de Thionville.
- 27 mars : mise en service du Tunnel Maurice-Lemaire traversant les Vosges[10].
- Été : grande sécheresse[10].
- Juillet 1976 : le vandopérien Pierre Gourrier se classe 4e en -110 kg lors de l'épreuve d'haltérophilie des Jeux olympiques d'été de 1976 à Montréal[11].
- Août 1976 : Muriel Poschia est élue reine de la mirabelle[12].
- 25 septembre : dernier Train des eaux entre Paris et les villes d'eaux des Vosges[10].
- 9 au 14 novembre : première édition du Festival du film italien de Villerupt[10].
- 25 novembre : inauguration[13] du centre Saint-Jacques ou centre commercial Saint-Jacques  qui s’élève sur trois niveaux au cœur du centre-ville piétonnier de Metz en Moselle. Il doit son nom à la place Saint-Jacques sur laquelle donne son accès principal. Il a été inauguré[14] en présence du président de la République Valéry Giscard d’Estaing[10].
- 19 décembre :  l'ASNL bat le grand Saint-Étienne devant 30 384 spectateurs à Marcel-Picot. Ce record d’affluence ne sera jamais battu[15].

## Inscriptions ou classements aux titre des monuments historiques

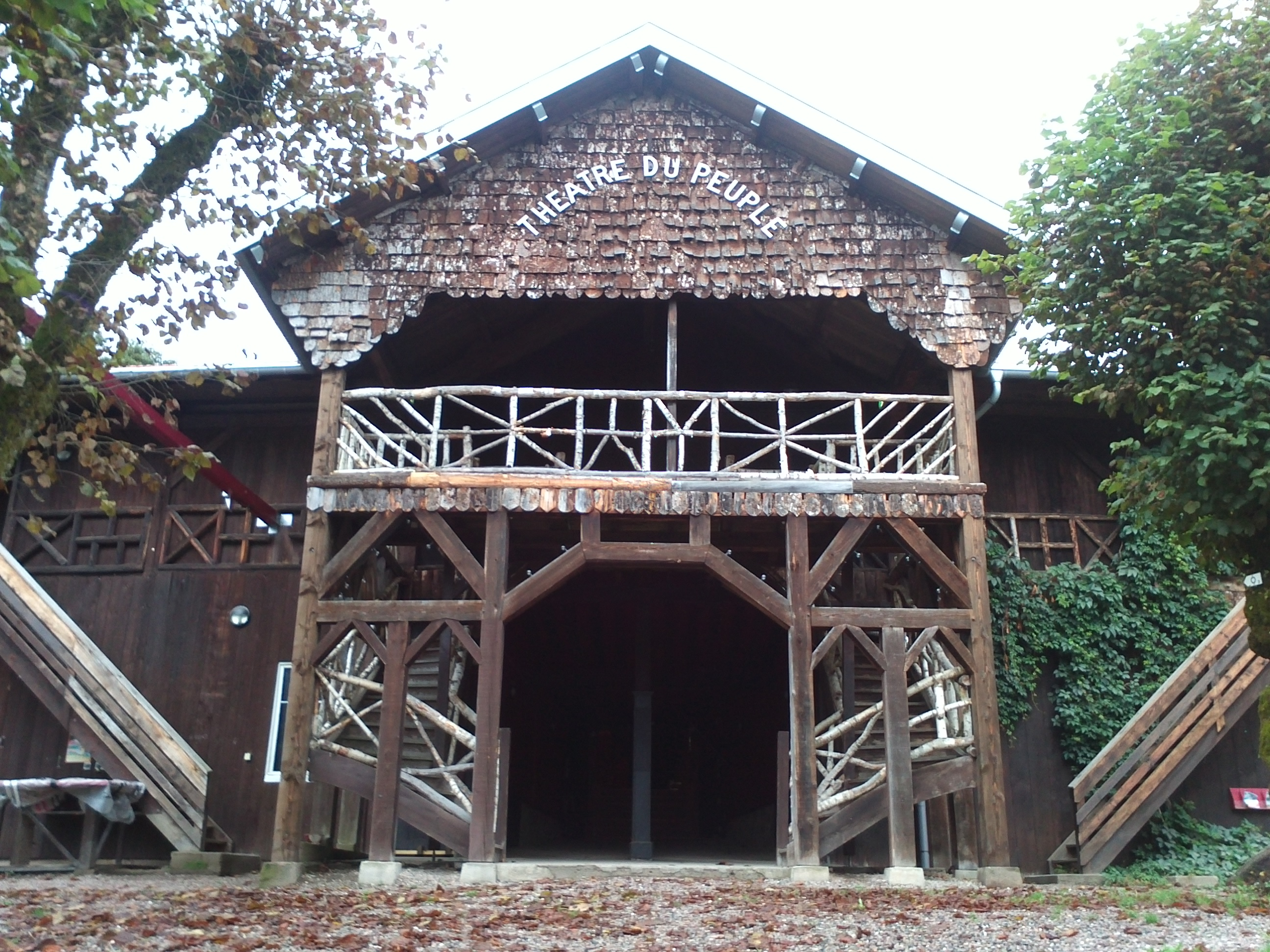
Théâtre du Peuple à Bussang.

- En Meurthe-et-Moselle : Maison du Marchand de Lunéville[16], Brasserie Excelsior à Nancy[17]; Maison Houot à Nancy[18]; Maison Chardot à Nancy[19]; Maison et Atelier Vallin à Nancy[20]; Immeuble Génin-Louis à Nancy[21]
- En Moselle : Château de Romécourt[22]
- Dans les Vosges :  Théâtre du Peuple[23]

## Naissances

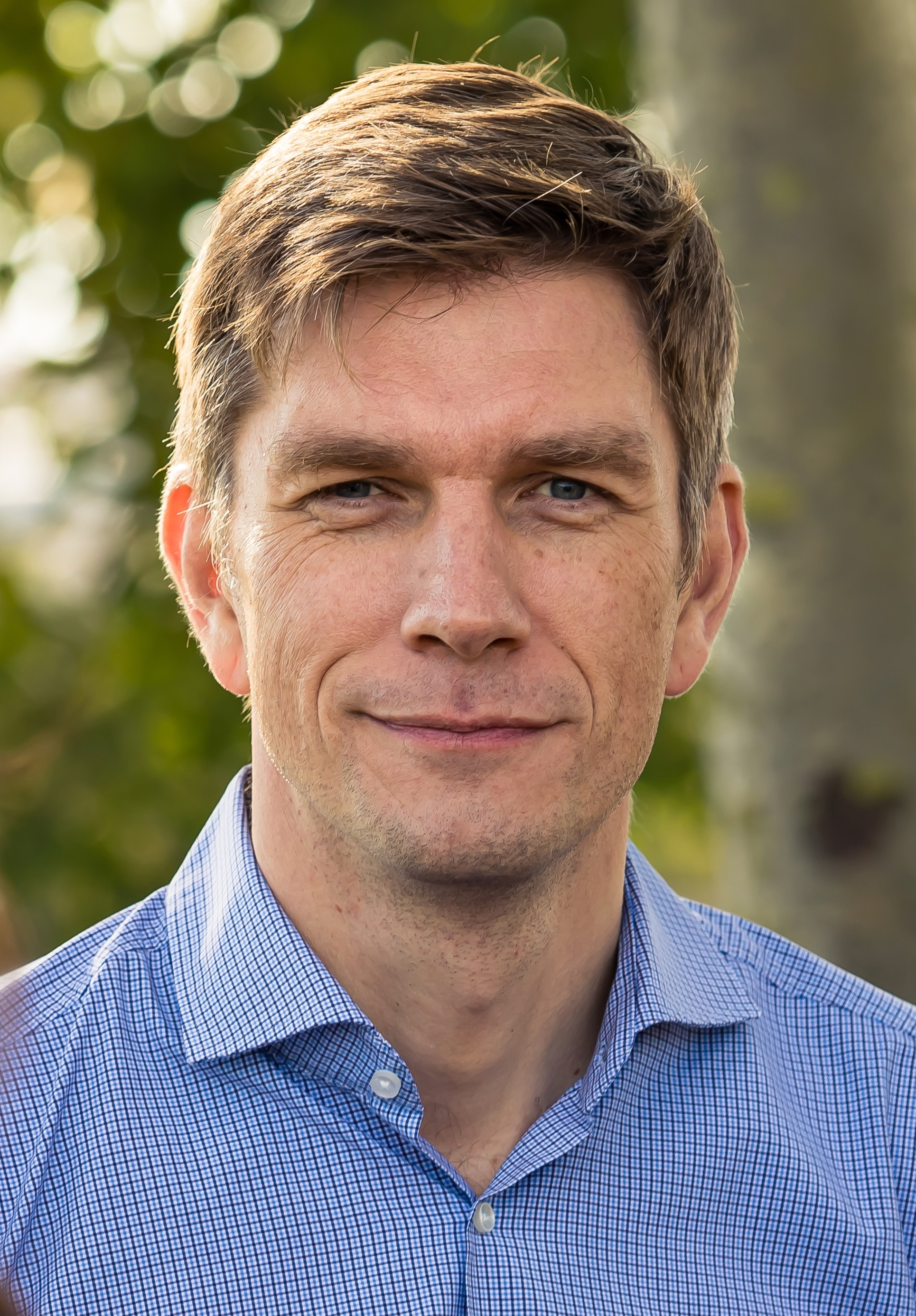
Portrait de Mathieu Klein en 2019.

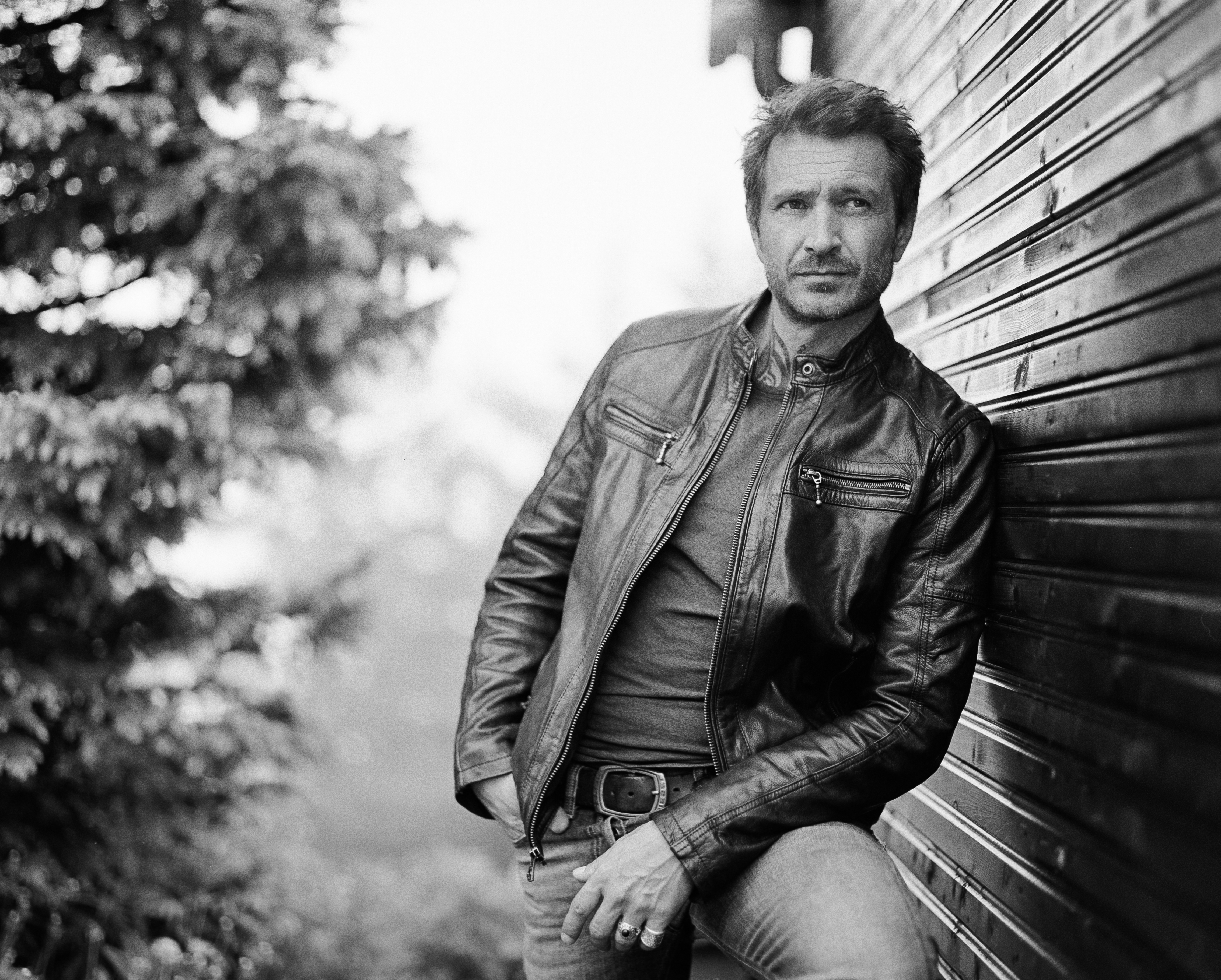
Alexandre Varga en 2018.

- Étienne Meyer, né à Nancy, est un musicien français, chef d’orchestre et chef de chœur.
- 11 janvier à Pompey : Dominique Pause, athlète français, spécialiste du lancer du javelot.
- 20 janvier à Phalsbourg : Mathieu Klein, homme politique français.
- 21 janvier à Nancy : Jessy Savine, footballeur. Son poste est milieu offensif.
- 18 février à Thionville : Stéphanie Trognon, footballeuse internationale française évoluant au poste de milieu de terrain, devenue entraîneuse.
- 21 février à Thionville : Ronald Servius, athlète français spécialiste du triple-saut, puis du saut en longueur.
- 5 mars à Saint-Mihiel : Stéphane Léoni, footballeur français. Il mesure 1,80 m pour 74 kg. Formé au FC Metz, ce défenseur est passé par la France, l'Angleterre, l'Écosse, l'Allemagne et le Luxembourg. Il fait son retour dans son club formateur lors de la saison 2006-2007.
- 9 mars à Nancy : Christophe Bastien, footballeur français. Il évolue au poste de milieu de terrain.
- 3 avril à Metz : Estelle Vogein, joueuse française de handball, évoluant au poste d'ailière.
- 8 avril à Nancy : Gaston Curbelo, footballeur français d'origine uruguayenne.
- 14 avril à Épinal : Vincent Munier[24], photographe animalier français. Il a reçu plusieurs prix au Wildlife Photographer of the Year.
- 7 mai à Bar-le-Duc : Sophie Thalmann, reine de beauté, comédienne, animatrice de télévision et mannequin française.
- 14 mai à Villerupt : Frédéric Vion, journaliste français de télévision et écrivain.
- 15 mai à Mont-Saint-Martin : Cyrille Thouvenin, acteur et auteur français. Présent à la télévision depuis la fin des années 1990, il est révélé au grand public par son rôle dans le téléfilm Juste une question d’amour, où il incarne Laurent, un jeune homosexuel, qui tente de vivre son amour pour un homme malgré le rejet de sa famille. Il sera le premier à interpréter une histoire d’amour homosexuelle dans un téléfilm français en prime-time. À la suite de cela, il arrive au cinéma, grâce à La Confusion des genres de Ilan Duran Cohen qui lui vaut en 2001 une nomination aux Césars.
- 26 juillet à Épinal : Maximilien Durand, historien de l'art français.
- 5 août à Nancy : Benoît Henry, joueur de handball français évoluant au poste d'ailier gauche et parfois demi-centre. Avec l'Équipe de France, il a participé aux Jeux méditerranéens de 2005.
- 1 septembre à Créhange (Moselle) : Paola Zanetti, personnalité politique française.
- 3 septembre à Metz : Nicolas Bénard, historien et chercheur français.
- 25 septembre à Thionville : Ludovic Mathieu, patineur de vitesse sur piste courte français.
- 17 novembre à Épinal : Fabrice Lepaul, mort le 23 mai 2020 à Strasbourg[25] (Bas-Rhin), footballeur français évoluant au poste de milieu offensif.
- 7 décembre à Metz : Alexandre Varga[26], acteur français.

## Décès
- 26 mars à Sierck-les-Bains : Maurice Schnebelen, né le 17 juin 1910 à Thionville, est un homme politique français.
- 31 mai à Ligny-en-Barrois : Paul Bailly, né le 2 septembre 1903 à Nice, général d'armée aérienne français. Résistant durant la seconde guerre mondiale, il gagne la Grande-Bretagne où il prend, le 23 août 1943, le commandement du groupe de bombardement n° 1. Général 5 étoiles, chef d'état-major de l'Armée de l'air, Grand-croix de la Légion d'honneur, il meurt dans un accident de la route.
- 28 juin à Nancy : Gaston Stoltz, né à Nancy le 26 avril 1890, musicien français.
- 9 août à Nancy : Étienne Decaux (1926-1976), linguiste et grammairien français spécialiste de langue polonaise, professeur à l'École nationale des langues orientales vivantes jusqu'en 1973, succédant ainsi à Henri Grappin, et, de 1972 à 1976, à l'université de Nancy II.
- 13 août à Nancy : Maurice Jacquet, né à Nancy le 22 septembre 1905, annonceur et commentateur sportif français.
- 11 octobre à Nancy : Werner Haas né à Stuttgart le 3 mars 1931, pianiste classique allemand. Il est connu pour ses interprétations d'œuvres du XIXe siècle et notamment du XXe siècle, comme celles de Claude Debussy et Maurice Ravel.